# Cyber Snipa
Cyber Snipa — це бренд спеціалізованої комп'ютерної периферії та обладнання, призначеного спеціально для ігор. Бренд виник у березні 2004 року, коли компанія Flexiglow Hong Kong Pty Ltd представила геймпад Cyber Snipa. Після продажу Flexiglow Hong Kong у липні 2007 року продукція Cyber Snipa наразі виробляється компанією Cyber Sport Pty Ltd.
Незважаючи на свій успіх у минулому, CyberSnipa подала заяву про банкрутство у 2016 році та закрила свій вебсайт до кінця 2016 року.

## Історія
Розвиток бренду Cyber Snipa розпочався у 1998 році, коли геймери, які працювали інженерами у Flexiglow, побачили потребу у спеціалізованому ігровому обладнанні на швидкозростаючому ринку та розпочали розробку геймпада з наміром покращити продуктивність у іграх FPS. З моменту випуску геймпадів у 2005 році асортимент продукції, що продається під брендом Cyber Snipa, розширився і включає ігрові миші, килимки для миші, клавіатури, гарнітури, вебкамери, пристрої флеш -пам'яті та ігровий одяг.
У 2006 році бренд Cyber Snipa був доступний для покупки, а офіси були відкриті як в США, так і в Європі. У лютому 2008 року Flexiglow Pty Ltd була викуплена австралійською студією розвитку технологій Cyber Sport Pty Ltd. З тих пір компанія Cyber Sport продовжує випускати нові продукти Cyber Snipa поряд з іншими брендами, останній випущений продукт — ігрова миша Stinger.

## Вироби

### Клавіатури
Gamepad став першим продуктом, випущеним під торговою маркою Cyber Snipa. Він був розроблений з урахуванням портативності та управління простором і спрямований на покращення контролю в грі. Нова версія з більшою кількістю клавіш та кращим ергономічним розташуванням, Game Pad V2 відтоді замінила оригінал. Warboard — це повнорозмірна клавіатура, випущена наприкінці 2007 року. Вона має 10 програмованих кнопок з двома режимами та архітектуру ключів проти ореолу. Warboard вважається корисною клавіатурою MMORPG, зокрема через функції програмного забезпечення для макроса.

### Миші
Intelliscope стала першою ігровою мишею, розробленою та проданою під брендом Cyber Snipa. Лазерна миша Intelliscope має функцію «на льоту» з можливістю перемикання dpi (максимум 2400) і працює зі швидкістю 10800 кадрів в секунду.
The S.W.A.T. миша має лазерний двигун із перемиканням 1600 точок на дюйм і працює зі швидкістю 6400 кадрів/с. The S.W.A.T. Миша має нижчу ціну, ніж Intelliscope, незважаючи на те, що вона має 32 КБ вбудованої пам'яті та Macro A.I. програмне забезпечення.
Миша Stinger, випущена у лютому 2008 року, є останньою та найбільш технологічно розвиненою мишею в лінійці Cyber Snipa. Він має вбудований лазерний двигун з можливістю перемикання 3200 точок на дюйм, який працює зі швидкістю 7000 кадрів/с, надшвидку швидкість звітності 1000 Гц, вбудовану пам'ять з програмним забезпеченням для макроса та знімну систему ваги.

### Килимки для миші
Під торговою маркою Cyber Snipa було випущено різноманітні високопродуктивні килимки для миші, серед яких найбільш помітними є килимок для миші з підсвічуванням Tracer та килимок для миші з мікроволокна.

### Гарнітура SONAR
На початку 2008 року асортимент Cyber Snipa був розширений, включивши два типи ігрових гарнітур; гідролокатор 2.0 та сонар 5.1. Зокрема, гарнітура Sonar 5.1 отримала позитивні відгуки від ігрової спільноти в Інтернеті. Він має справжній спрямований об'ємний звук з 8 окремими динаміками на окремих каналах та програмним забезпеченням 3D -аудіо.